# Rudolf Ismayr
Rudolf Ismayr, född 14 oktober 1908 i Landshut, död 9 maj 1998 i Marquartstein, var en tysk tyngdlyftare.
Ismayr blev olympisk guldmedaljör i 75-kilosklassen i tyngdlyftning vid sommarspelen 1932 i Los Angeles.